# Liste des dirigeants des institutions iraniennes
 (17 mai 2025).
Ceci est une liste d'officiel iraniens avec leurs titres, vérifiées et mise à jour le 17 mai 2025.

## Dirigeants
- Ali Khamenei, Guide de la Révolution
- Massoud Pezechkian, président de la république islamique
- Mohammad Ghalibaf, président de l'Assemblée consultative islamique
- Gholamhussein Mohseni Ejei, chef du système judiciaire
- Sadeq Larijani, président du Conseil de discernement de l'intérêt supérieur du régime
- Ahmad Jannati, président du Conseil des gardiens de la Constitution
- Mohammad Ali Movahedi-Kermani, président de l'Assemblée des experts

## Vice-Présidents
- Mohammad-Reza Aref, Premier vice-président de la République islamique d'Iran
- Mohammad Eslami, Vice-Président et chef de l'organisation de l'énergie atomique nationale
- Hossein Afshin, Vice-Président et chef de l'organisation nationale pour la jeunesse
- Zahra Behrouz Azar, Vice-présidente de l'Iran chargée des Affaires féminines et familiales